# メネリク2世勲章
メネリク2世勲章(メネリク2せいくんしょう)は、エチオピア帝国の勲章。エチオピア皇帝メネリク2世を後世記憶にとどめておくため、娘の皇帝ザウディトゥによって1924年に創立された。
メネリク2世勲章は、赤と緑の十字の上にライオンが描かれていたため、しばしばライオン勲章と呼ばれた。
勲章はパリのアルサス=ベルトランによって設計されたもので、5つの等級があった。
　5等勲爵士
　4等勲爵士
　3等勲爵士
　2等勲爵士
　1等勲爵士